# حصن بوكارا دي تيلكارا
بوكارا دي تيلكارا عبارة عن حصن من عصر ما قبل الإنكا أو بوكارا يقع على تل خارج بلدة تيلكارا الصغيرة (على بعد 15 دقيقة تقريبًا سيرًا على الأقدام) في مقاطعة خوخوي الأرجنتينية.  تم اختيار الموقع بشكل استراتيجي بحيث يمكن الدفاع عنه بسهولة ولتوفير مناظر جيدة على امتداد طويل من كويبرادا دي هوماهواكا.
تم إعلان بوكارا دي تيلكارا  كنصب تذكاري وطني في عام 2000. وقد أعيد بناؤه جزئيًا، وهو الموقع الأثري الوحيد المتاح للجمهور في كويبرادا دي هوماهواكا.

## التاريخ
تعود آثار السكن البشري في المنطقة إلى أكثر من 10000 عام. تم بناء المدينة المحصنة في الأصل من قبل قبيلة أوماغواكا، الذين استقروا في المنطقة في القرن الثاني عشر. وهم خبراء في الزراعة والنسيج والفخار، كانوا أيضًا محاربين مشهورين.  خلال فترة وجودهم، عمل البوكارا كمركز إداري وعسكري مهم.
في ذروتها، غطت البوكارا ما يقرب من 15 فدانا (61000 متر مربع) وتضم أكثر من 2000 ساكن، يعيشون في مبانٍ حجرية صغيرة مربعة ذات مداخل منخفضة وبدون نوافذ. إلى جانب أماكن المعيشة، احتوت البوكارا على حظائر للحيوانات ومواقع لأداء الاحتفالات الدينية ومواقع الدفن.
في أواخر القرن الخامس عشر، تم غزو قبائل كويبرادا أخيرًا من قبل الإنكا تحت قيادة توباك إنكا يوبانكي، الذين استخدموا البوكارا كموقع عسكري ولتأمين إمدادات المعادن مثل الفضة والزنك والنحاس التي تم استخراجها في مكان قريب.
استمرت سيطرة الإنكا على المنطقة لنحو نصف قرن فقط، وانتهت بوصول الإسبان عام 1536، الذين أسسوا بلدة تيلكارا الحديثة عام 1586.

## التاريخ الحديث

### إعادة الاكتشاف
في عام 1908، أعاد عالم وصف الأجناس البشرية خوان باوتيستا أمبروسيتي من جامعة بوينس آيرس وتلميذه سلفادور ديبنديتي اكتشاف الموقع وصنفوا أكثر من 3000 قطعة أثرية خلال السنوات الثلاث الأولى من الحفر. ابتداء من عام 1911 بدأوا في مسح حوالي 2000 متر مربع (22000 قدم مربع) وإعادة بناء بعض الهياكل. في عام 1948، تولى إدواردو كازانوفا إدارة الموقع وأشرف على افتتاحه كمتحف أثري في عام 1966. لا تزال أعمال التنقيب وإعادة البناء تخضع لجامعة بوينس آيرس.
المتحف
يحتوي المتحف على عشر غرف ثلاثة منها للمعارض المؤقتة ومكتبة ومكاتب إدارية. تعرض الغرف السبع الدائمة أكثر من 5000 قطعة تاريخية قيمة من مختلف الثقافات الهندية.  ومن بين أكثرها قيمة جثة محنطة تم اكتشافها بكامل ملابسها في حالة حفظ ممتازة في صحراء أتاكاما. ومع ذلك، لم يعد هذا معروضًا.
- الغرفة 1 مخصصة للأرجنتين والدول المجاورة مثل تشيلي وبوليفيا، وتشمل من بين أشياء أخرى الجثة المحنطة من سان بيدرو دي أتاكاما (لم تعد معروضة).
- الغرفة 2 تتعامل مع الثقافة الهندية في بيرو وتعرض السيراميك لهنود نازكا وموتشيكا وشيمو.
- الغرفة 3 تعرض عناصر من وقت الفتح الإسباني.
- الغرفتان 4 و5 تعرضان عناصر من  بونا و خوخوي، بما في ذلك إعادة بناء مهمة لمقبرة هنود أيمارا.
- الغرفة 6 تعرض قطعًا من التحصين القديم لبوكارا دي تيلكارا نفسها.
- الغرفة 7 تعرض قطع أخرى من كويبرادا دي هوماهواكا.

### حديقة نباتات
حديقة نباتية صغيرة مع أنواع الصبار الأصلية في المنطقة، وتقع بجوار بوكارا، تستحق الزيارة أيضًا.

## روابط خارجية
- موقع جوجوي على الإنترنت: بوكارا دي تيلكارا ((بالإسبانية)
- ديا كوم مقالة عن تيلكارا و بوكارا   (بالإسبانية)
- مقال في صحيفة لا ناسيون 16 آب / أغسطس 2002: قوة كويبرادا دي هوماهواكا في بوكارا دي تيلكارا (بالإسبانية)